# Ochthebius hyblaemajoris
Ochthebius hyblaemajoris es una especie de escarabajo del género Ochthebius, familia Hydraenidae. Fue descrita científicamente por Ferro en 1986.
Se distribuye por Italia. Mide 2,1 milímetros de longitud. Se ha encontrado a altitudes de hasta 1020 metros.